# Lazy Day
„Lazy Day“ je píseň velšského hudebníka Johna Calea. Vyšla 6. října 2020, kdy byl rovněž zveřejněn videoklip režírovaný Caleovou dlouholetou spolupracovnicí Abigail Portner. Ve videoklipu Cale s růžovými vlasy sedí ve venkovním křesle a v dalších záběrech jsou vidět zvířata, rostliny, hračky a prádlo na šňůře. S každým úderem virblu dochází ve videu ke střihu, často se rozděluje do čtyř obrazů. Výrazným hudebním prvkem písně jsou dronové varhany, které provází celou písní, a přeskakující perkusní nástroje. Nahrávku mixoval Justin Raisen, o mastering se postarala Heba Kadry.